# Il Principe Umberto a Villafranca in mezzo al quadrato della 49º fanteria
Il Principe Umberto a Villafranca in mezzo al quadrato della 49º fanteria è un dipinto di Raffaele Pontremoli del 1866, conservato nella Galleria d'arte moderna a Palazzo Pitti.